# Sangalopsis basidentata
Sangalopsis basidentata är en fjärilsart som beskrevs av W. Warren 1905. Sangalopsis basidentata ingår i släktet Sangalopsis och familjen mätare. Inga underarter finns listade.